# موج نهم
موج نهم (به روسی: Девятый вал)، نقاشی معروف ایوان آیوازوفسکی، نقاش و هنرمند ارمنی-روس است که شاید شناخته‌شده‌ترین اثرش باشد. موج نهم که از آن با عنوان شاهکاری واقعی و حتی با عنوان زیباترین نقاشی روسی نام برده شده، در سال ۱۸۵۰ میلادی خلق شده‌است.

## موضوع نقاشی

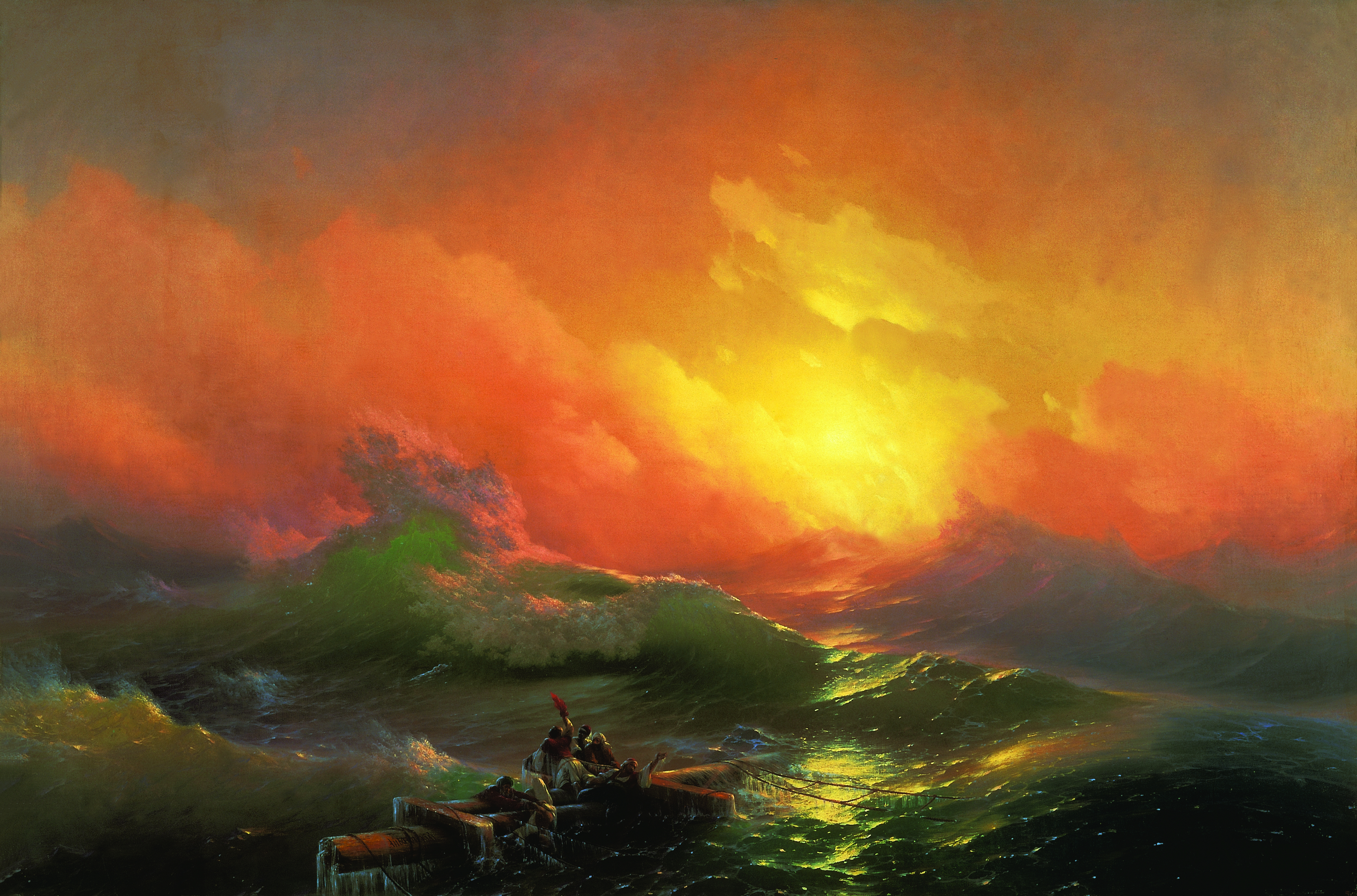
نقاشی موج نهم

این نقاشی، نمایی از یک دریای خروشان را پس از یک طوفان شبانه، به تصویر می‌کشد و در میانه‌ی امواج سهمگین این دریا، افرادی را نشان می‌دهد که در مواجهه با خطر مرگ قریب‌الوقوع، برای نجات خود به بقایای بازمانده از یک کشتی شکسته متوسل شده‌اند.
این نقاشی علی‌رغم صحنه شومی که تصویر کرده‌است، در عین حال از تونالیته یا آهنگ گرم و امیدبخشی نیز برخوردار است. بدین معنا که به نظر می‌رسد دریا، آن قدرها هم پُرمخاطره و دهشتناک نیست و به افرادی که در میان امواج سهمگین آن به دام افتاده‌اند، فرصتی دیگربار برای زنده ماندن خواهد داد.
از این نقاشی گاهی با عنوان زیباترین نقاشی روسیه یاد شده‌است.

## ریشه نامگذاری اثر
هر دو عنوان انگلیسی و روسی این اثر، به سنت و قاعده ی شناخته شده‌ای در ارتباط با شکل‌گیری امواج دریایی اشاره دارند که بر مبنای آن، امواج برآمده از دریا، رفته رفته بزرگ و بزرگتر می‌شوند و آخرین موج در یک زنجیره از امواج، که همان بزرگترین موج نیز هست، موج نهم می‌باشد. در واقع، نقطه پایان موج نهم، محلی است که در آن نقطه، سری تازه‌ای از زنجیرهٔ امواج، دوباره شروع می‌شود.

## محل نگهداری اثر
این تابلوی نقاشی در موزه دولتی روسیه واقع در سن پترزبورگ، نگهداری می‌شود.

## درباره این اثر
ایوان آیوازوفسکی که از مشهورترین نقاشان مارین (نقاشی‌هایی با اشاره به موضوع دریا که نوعی نقاشی فیگوراتیو محسوب می‌شود)، در این تابلوی نقاشی که تلاش مخاطره‌آمیز گروهی از دریانوردان را برای نجات دادن خویش از چنگال امواج بی‌رحم اقیانوس نشان می‌دهد، به کمال تکنیکی ناب خویش دست یافته‌است. باوجود این قوی‌ترین بخش این کمپوزیسیون در نقطه میانی نقاشی، قرار دارد. آنجا که مرموزترین و عرفانی‌ترین بخش نقاشی است و نمایش دهنده تشعشعات خورشید می‌باشد و به صحنه با طیفی از رنگهای قوی سبز و صورتی روشنایی بخشیده‌است.

## تحلیل این اثر
روی بوم "موج نهم" طوفانی خشمگین را به تصویر کشید. صبح زود، اولین پرتوهای خورشید روی سطح خروشان اقیانوس می‌چرخد. عنصر دریا با پالت عمیق سایه هایش از لاجوردی، سبز تا آبی-سیاه شگفت زده می شود. امواج بالارونده کف نمکی را در جهات مختلف می پاشند، گویی که برای رسیدن به آسمان طلایی، پوشیده از مه صورتی مایل به راه می روند. 
در پیش زمینه، غرق دکل یک کشتی شکسته دیده می شود. تعداد معدودی که جان سالم به در بردند کابل ها را گرفتند، وحشت آنها را گرفت، در برابر قدرت طاقت فرسا اقیانوس مقاومت می کنند، سعی می کنند فرار کنند، راه می روند، به معنای واقعی کلمه روی تیغه چاقو... دستانشان می لغزد، لباس ها تا پوست خیس می شوند، به داخل می کشند. اعماق دریا طرح تصویر فوق العاده دراماتیک است، اما با این وجود، زیبایی عنصر تهدید کننده زندگی نمی تواند عظمت هولناک و تسلیم ناپذیری آن را تحسین کند. هنرمند چقدر ظرافت نبرد بین انسان و طبیعت را حس کرد، چه شاهکاری تمام طعم این نبرد سحر را منتقل کرد! آیوازوفسکی با جان و دل عاشق دریا بود و آن را تحسین می کرد و این را می توان در هر ضربه قلم موی او دید.
این باور وجود دارد که موج نهم در طول طوفان قوی‌ترین و خطرناک‌ترین موج است که اغلب کشنده است و برای کسانی که به اندازه کافی خوش شانس نبودند با آن در هنگام کشتی رانی ملاقات کنند، مرگ را به همراه می‌آورد.